# Styloleptoides
Styloleptoides es un género de escarabajos longicornios de la tribu Acanthocinini.

## Especies
- Styloleptoides inflaticollis (Chemsak, 1966)
- Styloleptoides morazzanii Chalumeau, 1983
- Styloleptoides parvulus (Gahan, 1895)